# Kurt Schmid
Kurt Schmid, född 11 februari 1932 i Baar, var en schweizisk roddare.
Schmid blev olympisk bronsmedaljör i tvåa utan styrman vid sommarspelen 1952 i Helsingfors.